# Маятник (оповідання)
«Маятник» (англ. Trends) — науково-фантастичне оповідання американського письменника Айзека Азімова, вперше опубліковане у липні 1939 журналом Astounding Science Fiction. Увійшло до збірки «Ранній Азімов» (1972).

## Історія написання
Азімов натрапив на статті астронома Саймона Ньюкомба, який на початку 20 століття заявляв, що польоти апаратів важчих за повітря неможливі. У той час суспільна думка проголошувала неможливість польотів літаків і Азімов використав у сюжеті опір суспільної думки космічним польотам. Назва оповідання відображає інерційність суспільної думки до наукових іновацій.

## Сюжет
Кліфорд Маккені у 2008 році розповідає про минулі події, коли його бос Джон Гарман у 1973 році готувався до першого космічного польоту на ракеті «Прометей» до Місяця. За день до запланованого польоту, газети оголошують Гармана нечестивим богохульником за намагання осквернити небо своїм космічним кораблем і попереджають, що якщо уряд не зупинить його, «наша розлючена громадськість, можливо, візьме справи у свої руки». Керівник науково-дослідного інституту Гармана пробує відрадити його, стверджуючи, що позиції популістської опозиції є занадто сильними, але Гартман відмовляється слухати.
У день польоту, після того, як Гарман зайшов до «Прометея», той вибухає, убивши 28 членів у ворожому натовпі на чолі з популярним проповідником Отісом Елдріджем. Маккені дізнається, що його колега Шелтон, послідовник Елдріджа, підлаштував вибух. Пораненому Гарману погрожують розправою у лікарні, а через тиждень Конгрес США приймає закон про кримінальну відповідальність за розробку ракетної техніки. Маккені викрадає Гармана і відвозить його на ферму свого дядька у Міннесоті.
Протягом наступних п'яти років Гарман зі своїми вірними працівниками за свої кошти таємно будує «Новий Прометей». У той же час послідовники Елдріджа отримують контроль над Конгресом, який засновує Федеральне Бюро Розслідувань Наукових Досліджень (FSRIB), щоб контролювати наукові дослідження. Після смерті Елдріджа у 1976 році, його послідовники продовжують забороняти наукові дослідження. 25 березня 1978 року випускає FSRIB великодній едикт, що забороняє всі незалежні наукові дослідження.
Через місяць Гарман запускає «Нового Прометея», який після подорожі навколо Місяця, успішно приземляється на березі Потомака у Вашингтоні, округ Колумбія. Гарман оголошує натовпу, що він подорожував до Місяця, після чого його арештовує FSRIB.
Відсутність Елдріджа та непопулярність FSRIB, спричинена його строгими обмеженнями, призводить до того, що газети проголошують Гармана героєм.